# Macedonia ai Giochi della XXVIII Olimpiade
La Macedonia partecipò ai Giochi della XXVIII Olimpiade, svoltisi ad Atene, Grecia, dal 13 al 29 agosto 2004, con una delegazione di 10 atleti impegnati in cinque discipline.

## Delegazione
| Sport            | Uomini | Donne | Totale |
| ---------------- | ------ | ----- | ------ |
| Atletica leggera | 1      | 1     | 2      |
| Canoa/kayak      | 1      | -     | 1      |
| Lotta            | 2      | -     | 2      |
| Nuoto            | 3      | 1     | 4      |
| Tiro             | -      | 1     | 1      |
| Totale           | 7      | 3     | 10     |

## Risultati

### Atletica leggera
| Q | Qualificato al turno successivo per la posizione in qualificazione                                                           |
| q | Qualificato per il turno successivo per ripescaggio o, negli eventi su campo, conquistando la misura minima per qualificarsi |

Maschile
Eventi su pista e strada
| Atleta         | Evento      | Batteria  | Batteria   | Semifinale      | Semifinale      | Finale          | Finale          |
| Atleta         | Evento      | Risultato | Classifica | Risultato       | Classifica      | Risultato       | Classifica      |
| -------------- | ----------- | --------- | ---------- | --------------- | --------------- | --------------- | --------------- |
| Vančo Stojanov | 800 m piani | 1'49"02   | 7º         | non qualificato | non qualificato | non qualificato | non qualificato |

Femminile
Eventi su pista e strada
| Atleta               | Evento      | Batteria  | Batteria   | Quarti di finale | Quarti di finale | Semifinale      | Semifinale      | Finale          | Finale          |
| Atleta               | Evento      | Risultato | Classifica | Risultato        | Classifica       | Risultato       | Classifica      | Risultato       | Classifica      |
| -------------------- | ----------- | --------- | ---------- | ---------------- | ---------------- | --------------- | --------------- | --------------- | --------------- |
| Aleksandra Vojnevska | 100 m piani | 12"15     | 6ª         | non qualificata  | non qualificata  | non qualificata | non qualificata | non qualificata | non qualificata |

### Canoa/kayak
Slalom
| Atleta         | Evento    | Qualificazioni | Qualificazioni | Qualificazioni | Qualificazioni | Qualificazioni | Qualificazioni | Semifinale | Semifinale | Finale          | Finale          | Finale          | Finale          |
| Atleta         | Evento    | Discesa 1      | Pos.           | Discesa 2      | Pos.           | Totale         | Pos.           | Tempo      | Pos.       | Tempo           | Pos.            | Totale          | Pos.            |
| -------------- | --------- | -------------- | -------------- | -------------- | -------------- | -------------- | -------------- | ---------- | ---------- | --------------- | --------------- | --------------- | --------------- |
| Lazar Popovski | Slalom K1 | 96.92          | 8º             | 96.14          | 6º             | 193.06         | 6º Q           | 100.80     | 16º        | non qualificato | non qualificato | non qualificato | non qualificato |

### Lotta

#### Libera
Maschile
| Atleta            | Evento | Fase a gironi          | Fase a gironi             | Fase a gironi | Quarti di finale     | Semifinale           | Finale / FB          | Finale / FB |
| Atleta            | Evento | Avversario Risultato   | Avversario Risultato      | Pos.          | Avversario Risultato | Avversario Risultato | Avversario Risultato | Pos.        |
| ----------------- | ------ | ---------------------- | ------------------------- | ------------- | -------------------- | -------------------- | -------------------- | ----------- |
| Sihamir Osmanov   | −74 kg | Paslar (BUL) P 1–3 PP  | Brzozowski (POL) P 0–3 PO | 3º            | non qualificato      | non qualificato      | non qualificato      | 17º         |
| Mogamed Ibragimov | −84 kg | Moon Ej (KOR) P 0–3 PO | Gočev (BUL) P 1–3 PP      | 3º            | non qualificato      | non qualificato      | non qualificato      | 19º         |

### Nuoto
Maschile
| Atleta                  | Evento             | Batteria  | Batteria   | Semifinale      | Semifinale      | Finale          | Finale          |
| Atleta                  | Evento             | Risultato | Classifica | Risultato       | Classifica      | Risultato       | Classifica      |
| ----------------------- | ------------------ | --------- | ---------- | --------------- | --------------- | --------------- | --------------- |
| Aleksandar Malenko      | 200 m stile libero | 1'53"00   | 35º        | non qualificato | non qualificato | non qualificato | non qualificato |
| Aleksandar Miladinovski | 100 m farfalla     | 55"71     | 45º        | non qualificato | non qualificato | non qualificato | non qualificato |
| Zoran Lazarovski        | 200 m farfalla     | 2'02"26   | 27º        | non qualificato | non qualificato | non qualificato | non qualificato |
| Aleksandar Miladinovski | 200 m misti        | 2'07"39   | 38º        | non qualificato | non qualificato | non qualificato | non qualificato |

Femminile
| Atleta            | Evento             | Batteria  | Batteria   | Semifinale      | Semifinale      | Finale          | Finale          |
| Atleta            | Evento             | Risultato | Classifica | Risultato       | Classifica      | Risultato       | Classifica      |
| ----------------- | ------------------ | --------- | ---------- | --------------- | --------------- | --------------- | --------------- |
| Vesna Stojanovska | 200 m stile libero | 2'04"64   | 34ª        | non qualificata | non qualificata | non qualificata | non qualificata |
| Vesna Stojanovska | 400 m stile libero | 4'19"39   | 27ª        | N.D.            | N.D.            | non qualificata | non qualificata |
| Vesna Stojanovska | 200 m farfalla     | 2'16"51   | 26ª        | non qualificata | non qualificata | non qualificata | non qualificata |

### Tiro a segno/volo
Femminile
| Atleta      | Evento                       | Qualificazioni | Qualificazioni | Finale          | Finale          |
| Atleta      | Evento                       | Punteggio      | Classifica     | Punteggio       | Classifica      |
| ----------- | ---------------------------- | -------------- | -------------- | --------------- | --------------- |
| Divna Pešić | Carabina 10 m aria compressa | 368            | 44ª            | non qualificata | non qualificata |
| Divna Pešić | Carabina 50 m 3 posizioni    | 555            | 32ª            | non qualificata | non qualificata |